# 资兴市立中学
25°58′22″N 113°13′40″E / 25.972861°N 113.227801°E
资兴市立中学，是中华人民共和国湖南省的一所全日制公办高级中学，位于湖南省郴州市代管的县级市资兴市，学校也是湖南省示范性中学之一。

## 历史
1988年，资兴市立中学建立，校址在市区唐洞街道:699。
2022年8月，资兴市立中学成立教育集团，开始实施基础教育集团化办学。